# Sabine Pettke
Sabine Pettke (* 10. Juni 1939 in Rostock; † 23. März 2022 ebenda) war eine deutsche evangelische Theologin und Hochschullehrerin.

## Leben
Das erste Kind des Arztes Horst Pauli (* 1911) und seiner Ehefrau Johanna (geb. Brauns; * 1917), studierte von 1958 bis 1964 Theologie in Rostock. Von 1964 bis 2004 war sie Angestellte der Theologischen Fakultät der Universität Rostock: 1964–1976 wissenschaftliche Assistentin; 1977–2004 wissenschaftliche Oberassistentin. Nach der Promotion 1969, der Promotion B 1982 und dem Dr. sc. theol. 1985 auf dem Gebiet Kirchengeschichte (1991 Umwandlung in Dr. theol. habil.) war sie ab 1998 Privatdozentin und ab 2007 Honorarprofessorin für Regionale Kirchengeschichte / Kirchengeschichte Mecklenburgs. Von 1995 bis 2004 war sie die Herausgeberin des von der Historischen Kommission für Mecklenburg publizierten Biographischen Lexikons für Mecklenburg, zu dem sie zahlreiche eigene Artikel beitrug.

## Schriften (Auswahl)
- Der Rostocker Kirchenhistoriker Wilhelm Walther. Sein Beitrag zur Lutherforschung. 1969, OCLC 831083287.
- mit Christa Prowattke: Er predigte unter der Linde. Joachim Slüter – Rostocks Reformator. Rostock 1990, OCLC 75492382.
- Das Rostocker Kloster zum Heiligen Kreuz vom 16. bis zum 20. Jahrhundert. Kirchen- und staatsrechtliche Auseinandersetzungen im Rahmen der mecklenburgischen Kloster- und Verfassungsfrage. (= Mitteldeutsche Forschungen. Bd. 106). Böhlau, Köln 1991, ISBN 3-412-02791-X (Zugleich: Rostock, Universität, Dissertation, 1985).
- Nicolaus Gryse: Historia von Lehre, Leben und Tod Joachim Slüters mit anschliessender Chronik (Rostock 1593). Hrsg.: Sabine Pettke. Schmidt-Römhild, Rostock 1997, ISBN 3-7950-3730-1.
- Lucas Bacmeister : Texte zur Kirchen- und Stadtgeschichte Rostocks. Berlin 2016, ISBN 978-3-7418-6611-1.
- Aus Rostock im 16. Jahrhundert. Band 1, epubli, Berlin 2017, ISBN 978-3-7450-5496-5.
- Aus Rostock im 16. Jahrhundert. Band 2, epubli, Berlin 2018, ISBN 978-3-7467-8823-4.

Herausgeberin
- Nathan Chytraeus 1543–1598. Ein Humanist in Rostock und Bremen. Quellen und Studien. mit Thomas Elsmann, Hanno Lietz, Edition Temmen, Bremen 1991, ISBN 3-926958-80-4.
- Nathan Chytraeus. Quellen zur zweiten Reformation in Norddeutschland. [= Mitteldeutsche Forschungen, 111.] Böhlau, Weimar-Wien 1994, ISBN 3-412-15393-1.
- Biographisches Lexikon für Mecklenburg. [= Veröffentlichungen der Historischen Kommission für Mecklenburg: Reihe A.] Schmidt-Römhild, Rostock, Lübeck 1995–2005.
  - Band 1. Rostock 1995, ISBN 3-7950-3702-6, zweite überarb. Auflage 2005, ISBN 3-7950-3714-X
  - Band 2. Rostock 1999, ISBN 3-7950-3711-5
  - Band 3. Lübeck 2001, ISBN 3-7950-3713-1
  - Band 4. Lübeck 2004, ISBN 3-7950-3741-7

- Aufsätze. bearbeitet und herausgegeben in Verbindung mit Frank Sakowski, Christiane Michaelis, Cornelia Chamrad. epubli, Berlin 2020, ISBN 978-3-7531-2275-5.
- Das Zehntregister des Officials Otto Bocholt. [= Aus Rostocks Kirche im Spätmittelalter, Heft 1] epubli, Berlin 2021, ISBN 978-3-7531-7529-4.